# Podmorje otočića Mrduja
Podmorje otočića Mrduja este o arie protejată (sit de importanță comunitară — SCI) din Croația întinsă pe o suprafață de 5,01 ha, integral marine.

## Localizare
Centrul sitului Podmorje otočića Mrduja este situat la coordonatele 43°20′17″N 16°24′36″E / 43.338°N 16.41°E.

## Înființare
Situl Podmorje otočića Mrduja a fost declarat sit de importanță comunitară în iulie 2013 pentru a proteja un număr necunoscut de specii din flora spontană și fauna sălbatică aflate în arealul zonei.

## Biodiversitate
Situată în ecoregiunea marină mediteraneană, aria protejată conține 3 habitate naturale: Recifuri, Straturi cu Posidonia (Posidonion oceanicae), Bancuri de nisip acoperite în permanență slab de apă marină.
La baza desemnării sitului se află un număr nedeclarat de specii protejate.